# Terradillos
Terradillos is een gemeente in de Spaanse provincie Salamanca in de regio Castilië en León met een oppervlakte van 33,11 km². Terradillos telt 3.089 inwoners (1 januari 2016).